# Маркированная почтовая карточка
Маркиро́ванная почто́вая ка́рточка — выпускаемая почтовым ведомством соответствующей страны почтовая карточка с напечатанным на лицевой стороне знаком почтовой оплаты (почтовой маркой). Минимальный размер карточек — 10,5 × 7,4 см, максимальный — 14,8 × 10,5 см.
В филателии маркированные почтовые карточки относятся к цельным вещам.

## Типы маркированных почтовых карточек
Маркированные почтовые карточки бывают трёх основных типов:
- Стандартные (без иллюстраций и текста, кроме служебного, с чистой оборотной стороной, предназначенной для письменного сообщения).
- Иллюстрированные (художественные, агитационные, рекламные и т. д.).
- Специального назначения (уведомления о вручении[англ.] письма, адресные и т. д.). К карточкам специального назначения относятся почтовые бланки, которые оформлены как почтовые карточки одинарного или двойного формата[1]. Для них характерно нанесение специального текста с указанием цели и характера их применения, что исключает возможность использования таких карточек в иных целях[1]. От назначения таких карточек зависят условия их продажи и почтового использования[1]. Карточки специального назначения были в почтовом обращении во многих странах мира[1].

## Стандартные почтовые карточки СССР
К стандартным почтовым карточкам СССР относятся почтовые карточки, у которых на лицевой (адресной) стороне нанесены: изображение Государственного герба СССР и почтовой марки, заголовок «Почтовая карточка», а также может быть пояснительный текст, помогающий правильному написанию адреса, и индексная сетка. Оборотная сторона чистая и предназначена для письменного сообщения.

### Причины выпуска новых стандартных почтовых карточек
- Появление нового начертания Государственного герба СССР.
- Изменение почтовых правил.
- Изменение почтовых тарифов.
- Появление новой серии стандартных марок.
- Прогресс почтовой техники (к примеру, введение индексации адресов для автоматической сортировки почтовых отправлений).

### Внешний вид
Изображение Государственного герба СССР находилось в левом верхнем ряду или посередине карточек. Количество языков народов СССР, на которых делалась надпись «Пролетарии всех стран, соединяйтесь!», неоднократно менялось в зависимости от числа союзных республик на тот момент:
- 1923—1936 — на 6 языках,
- 1937—1946 — на 11 языках,
- 1946—1956 — на 16 языках,
- с 1956 года — на 15 языках.

Заголовок «Почтовая карточка» печатался вверху в центре. Текст заголовка давался на русском языке, на других языках народов СССР, на эсперанто и на французском языке как международном почтовом языке.
Для определения, на каком языке на почтовой карточке дан поясняющий текст, в приведённой ниже таблице указаны варианты написания слов «Почтовая карточка» на разных языках:
| Текст заголовка   | На каком языке | Примечание         |
| ----------------- | -------------- | ------------------ |
| ПОЧТОВАЯ КАРТОЧКА | русский        |                    |
| ПОШТОВА КАРТКА    | украинский     |                    |
| ПАШТОВАЯ КАРТКА   | белорусский    |                    |
| საფოსტო ბარათი    | грузинский     |                    |
| Փ Ո Ս Տ — Ք Ա Ր Տ | армянский      |                    |
| POSTA KARTЬ       | тюркский       | в русской графике  |
| کر تحکه پو چته کی | тюркский       | в арабской графике |
| CARTE POSTALE     | французский    |                    |
| POŜTA KARTO       | эсперанто      |                    |

Изображение почтовой марки стандартного выпуска печаталось в правом верхнем углу почтовой карточки, лишь изредка отличаясь в деталях от выпущенной отдельно марки.
В 1928—1948 годах в связи с разделением корреспонденции на местную и иногороднюю (постановление СНК СССР от 19 июня 1928 года) карточки издавались двух цветов: голубого (синий) для местной и коричневого (красного) — для иногородней корреспонденции. В 1948 году был введён единый тариф для всей территории СССР.
С 1970 года почтовые карточки выпускались только на чисто белой бумаге. До этого стандартом, действовавшим до 1 января 1976 года (ГОСТ 7271-54 «Бумага карточная для почтовых документов»), цвет карточек определялся как палевый, хотя и допускались другие светлые тона бумаги.

## Художественные маркированные почтовые карточки СССР
Первая советская иллюстрированная почтовая карточка поступила в почтовое обращение в соответствии с распоряжением Народного комиссариата почт и телеграфов СССР за № 67/1008 от 6 ноября 1924 года. Её выпуск был приурочен к празднованию 7-й годовщины Октябрьской революции.
На лицевой стороне этих карточек красной краской был напечатан слева вверху Государственный герб СССР, справа в качестве знака почтовой оплаты — рисунок почтовой марки номиналом в 3 копейки «Красноармеец» из 1-го стандартного выпуска СССР (так называемого «Золотого стандарта») (ЦФА [АО «Марка»] № 101), между ними текст «Почтовая карточка», а под текстом пять пунктирных линий для написания адреса.
На оборотной стороне слева фотография В. И. Ленина, сделанная кинооператором А. Левицким 28 ноября 1921 года во время встречи В. И. Ленина с американским экономистом П. Христенсеном. Правая часть оборотной стороны была свободной и предназначалась для письменного сообщения. Внизу были проставлены выходные данные: Тираж 50 000 экз. Москва, 1924. 2-я фабр. «ГОЗНАК». Оборотная сторона этой карточки печаталась либо аспидно-серой, либо коричнево-фиолетовой краской. Поэтому фактически была выпущена не одна, а две карточки, отличающиеся цветом краски оборотной стороны, где были иллюстрация и выходные данные.

## Маркированные почтовые карточки специального назначения СССР
В СССР в разные годы выпускалось несколько видов маркированных почтовых карточек специального назначения.

### Адресные карточки
Адресные карточки — вид почтовых карточек специального назначения, предназначенных для справок об адресе через справочное бюро. Такие карточки издавались в СССР с 1940 года в формате двойной карточки для запроса в адресное бюро и для его ответа.

### Багажные карточки
Багажные карточки — вид маркированных почтовых карточек специального назначения, издававшихся в СССР в 1958 и 1968 годах по заказу багажного отделения Курского вокзала в Москве и предназначенных для извещения о прибытии багажа или контейнера с грузом.

### Карточки газеты «Труд»
Карточки газеты «Труд» — вид маркированных почтовых карточек специального назначения, выпускавшихся в СССР по заказу редакции газеты «Труд» в Москве и предназначавшихся для ответов сотрудников отдела писем и массовой работы на письма читателей и организаций.

### Карточки ГАИ
Карточки ГАИ — вид маркированных почтовых карточек специального назначения, выпускавшихся в СССР с 1979 года по заказу Управления ГАИ города Москвы и предназначенных для вызова владельцев личных автомобилей для прохождения ежегодного технического осмотра.

### Карточки домоуправления
Карточки домоуправления — вид маркированных почтовых карточек специального назначения, издававшихся в СССР в 1985 году по заказу Мосгорисполкома и предназначенных для извещения квартиросъемщиков Дирекцией по эксплуатации зданий об изменении расчета квартирной платы.

### Карточки заказа железнодорожных билетов
Карточки заказа железнодорожных билетов — вид маркированных почтовых карточек специального назначения, издававшихся в СССР и предназначенных для приёма по почте заказов на приобретение железнодорожных билетов. Такие карточки выпускались по заказу железнодорожных касс Курского вокзала в Москве (1958), Центрального железнодорожного бюро обслуживания пассажиров в Москве (1966—1981) и Центрального дорожного бюро обслуживания пассажиров Юго-Западной железной дороги в Киеве (1975—1977).

### Карточки заказа книг
Карточки заказа книг — вид маркированных почтовых карточек специального назначения, предназначенных для извещения покупателя о получении магазином заказанных книг. Такие карточки выпускались в СССР в 1958—1960 годах по заказу специализированного книжного магазина подписных изданий в Москве.

### Карточки заказа мебели
Карточки заказа мебели — вид маркированных почтовых карточек специального назначения, издававшихся в СССР с 1978 года по заказу Мосмебельторга (Москва) и предназначенных для оформления заказов на покупку мебели и извещения о поступлении в магазин заказанной мебели.

### Карточки «Книга-почтой»
Карточки «Книга-почтой» — вид маркированных почтовых карточек специального назначения, предназначенных для заказа книг по системе «Книга-почтой» и выпускавшихся в СССР с 1977 года.

### Карточки почтовых экспериментов
Карточки почтовых экспериментов — вид маркированных почтовых карточек специального назначения, предназначенных для использования в рамках проводимых экспериментов по внедрению средств автоматизации почтовой связи. В Советском Союзе такие карточки выпускались по заказу научно-исследовательских и опытно-конструкторских организаций министерства связи с 1976 года.

### Карточки радиосети
Карточки радиосети — вид маркированных почтовых карточек специального назначения, выпущенных в СССР в 1985 году по заказу Технического центра радиофикации Московской городской радиотрансляционной сети, предназначенных для заявления об установке радиоточки.
В СССР в середине 1930-х годов также издавались специальные бланки в виде квитанций о внесении платы за пользование радиоприёмниками, которые представляли собой маркированные почтовые карточки двойного формата (с оплаченным ответом) с соответствующими надпечатками.

### Карточки судебных повесток
Карточками судебных повесток называются почтовые карточки специального назначения, которые издаются по заказу судебных органов государства. Маркированные карточки судебных повесток в СССР выпускались в 1956—1957 годах. Это были карточки двойного формата: одна их часть представляла собой бланк судебной повестки, а другая часть была уведомлением о вручении судебной повестки. После 1983 года в СССР издавались только в виде бланка извещения о вручении судебной повестки в комплекте с конвертом судебной повестки.

### Карточки такси
Карточки такси — вид маркированных почтовых карточек специального назначения, предназначенных для заказа такси для перевозки вещей на дачу или с дачи. Такие карточки были выпущены в 1970 году по заказу Мострансагентства (Москва). На карточках были заранее напечатаны правила пользования и адрес центральной диспетчерской Мострансагентства.

### Карточки филармонии
Карточки филармонии — вид маркированных почтовых карточек специального назначения, выпущенных в СССР в 1947 году по заказу Московской государственной филармонии и предназначенных для заказа льготных абонементов на концерты филармонии в сезоне 1947—1948 годов, а также служивших извещением о предстоящем концерте.

### Карточки художественных лотерей
Карточки художественных лотерей — вид маркированных почтовых карточек специального назначения, выпускавшихся в СССР с 1974 года по заказу Дирекции художественных лотерей в Москве и предназначенных для получения отзыва о выигранном произведении искусства. На карточках был напечатан адрес Дирекции художественных лотерей.

### Свадебные карточки
Свадебные карточки — вид маркированных почтовых карточек специального назначения, предназначенных для отправки приглашения на свадебное торжество. Такие карточки выпускались в СССР в 1978—1980 годах.

### Шахматные карточки
Шахматные карточки — вид маркированных почтовых карточек специального назначения, предназначенных для игры в шахматы по переписке. В СССР такие карточки выпускались с 1968 года.
- Маркированные почтовые карточки специального назначения СССР
- Карточка для заказа железнодорожных билетов 1966 г. Лицевая и оборотная стороны.
- Шахматная карточка 1984 г. Лицевая и оборотная стороны.

## Каталоги маркированных почтовых карточек
Имеются каталожные издания, описывающие маркированные почтовые карточки, например:
- Каталог почтовых марок и цельных вещей. Под ред. Ф. Чучина. — 1928. — Вып. I; 1929. — Вып. VI.
- Перечень стандартных почтовых карточек СССР (1918—1970 гг.) // Советский коллекционер: Сб. — М.: Связь, 1975. — № 13. — С. 50—63.
- Листов Г. М. Маркированные почтовые карточки СССР. — М.: Радио и связь, 1982. — 112 с.
- Каталог рекламно-агитационных почтовых карточек и конвертов, односторонних карточек. СССР. 1924—1980 / Сост. М. А. Добин, В. Б. Загорский, В. А. Пантюхин, А. К. Райский — СПб.: Стандарт-Коллекция, 2002. — 95 с. — 2000 экз. — ISBN 5-902275-02-4. (Дата обращения: 30 марта 2016)
- Якобс В. Цельные вещи в отечественной филателии. Почтовые карточки СССР 1923—1992 гг.: справочник. Архивная копия от 21 апреля 2013 на Wayback Machine — М.: ИТЦ «Марка», 2007. — 80 с. — (Прил. к журн. «Филателия», № 5, 2007). (Дата обращения: 20 апреля 2011)
- Priced Catalogue of Postal Stationery of the World / Edited by Edward G. Fladung. — Pasadena, California, 1970. [Советские почтовые карточки даны в специальном разделе каталога — Section 15.]